# Richard C. Hunter
Richard C. Hunter (West Point, 1884. december 3. – Tucson, 1941. január 23.) az Amerikai Egyesült Államok szenátora (Nebraska, 1934–1935).